# The Way We Were
The Way We Were (bra: Nosso Amor de Ontem; prt: O Nosso Amor de Ontem) é um filme de drama romântico estadunidense, de 1973, dirigido por Sydney Pollack e estrelado por Barbra Streisand e Robert Redford. Arthur Laurents escreveu o romance e o roteiro com base em seus dias de faculdade na Universidade de Cornell e suas experiências com o Comitê de Atividades Antiamericanas.
Um sucesso de bilheteria, foi indicado a vários prêmios e ganhou o Oscar de Melhor Trilha Sonora Original e Melhor Canção Original pela música tema "The Way We Were". Ele ficou em sexto lugar na pesquisa 100 Years...100 Passions da AFI, das 100 maiores histórias de amor do cinema americano. The Way We Were é considerado um dos mais notáveis filmes românticos.
O álbum com a trilha sonora foi certificado como um disco de ouro e atingiu o Top 20 na Billboard 200, enquanto a música-título também recebeu disco de platina, atingindo a primeira posição na Billboard Hot 100 e vendendo mais de dois milhões de cópias. A Billboard nomeou "The Way We Were" como o hit pop número 1 de 1974. Em 1998, a música foi introduzida no Grammy Hall of Fame e terminou em oitavo lugar na lista, de 2004, de melhores canções de filmes estadunidenses, do American Film Institute. Também foi incluída na lista de Canções do Século, pela Recording Industry Association of America e pelo Fundo Nacional Para as Artes.

## Sinopse
Katie Morosky é uma ativista comunista altamente engajada que conhece Hubbell Gardiner, um jovem esportista mas com talentos de escritor, nos tempos de universidade. Na faculdade eles têm um breve contato, principalmente por frequentarem a mesma aula de redação. Porém, a história do filme se passa já na vida adulta dos dois. Eles se reencontram e vivem uma grande paixão, cercada de assuntos políticos da época. A todo momento esse amor é posto à prova devido à grande divergência de visão de mundo de ambos.

## Elenco
- Barbra Streisand .... Katie Morosky
- Robert Redford .... Hubbell Gardner
- Bradford Dillman .... J.J.
- Lois Chiles .... Carol Ann
- Patrick O'Neal .... George Bissinger
- Viveca Lindfors .... Paula Reisner
- Allyn Ann McLerie .... Rhea Edwards
- Murray Hamilton .... Brooks Carpenter
- Herb Edelman .... Bill Verso
- Diana Ewing .... Vicky Bissinger
- Sally Kirkland .... Pony Dunbar
- George Gaynes
- James Woods .... Frankie McVeigh
- Susan Blakely .... Judianne

## Produção e desenvolvimento
Em 1937, enquanto estudante de graduação em Cornell, Arthur Laurents foi apresentado ao ativismo político por um estudante que se tornou o modelo para Katie Morosky. Ele era membro da Liga dos Jovens Comunistas e oponente declarado de Francisco Franco e seus esforços para assumir o controle da Espanha via a Guerra Civil Espanhola, e também realizava comícios e uma greve de paz. A memória desse período, permaneceu com Laurents muito depois que os dois perderam o contato.
Laurents decidiu desenvolver uma história com uma personagem central semelhante, mas não tinha certeza de quais outros elementos adicionar. Ele se lembrou de um instrutor de redação criativa chamado Robert E. Short, que achava que ele tinha um bom tino para diálogos e o encorajou a escrever peças. Seu primeiro instinto foi criar uma crise entre sua protagonista e seu professor universitário, mas ela decidiu que sua paixão precisava ser a política, não a escrita. O que conduziu na criação de um personagem masculino que tinha jeito com as palavras, mas nenhuma forte inclinação para se dedicar a uma carreira usando-as.
Por causa de sua própria formação, Laurents sentiu que era importante para sua heroína ser judia e compartilhar sua indignação com a injustiça. Ele também achou que era hora de um filme mainstream de Hollywood ter uma heroína judia, e como Barbra Streisand era a estrela judia mais notável da indústria, ele escreveu o papel de Katie Morosky para ela. Laurents conhecia Streisand há algum tempo, tendo-a escalado para seu musical da Broadway de 1962, I Can Get It for You Wholesale. Hubbell Gardiner, inicialmente um personagem secundário, foi tirado de várias pessoas que Laurents conhecia. O primeiro nome foi emprestado do produtor de televisão Hubbell Robinson, que contratou Laurents para escrever um episódio de ABC Stage 67. A aparência e a personalidade vieram de duas fontes primárias - o escritor Peter Viertel e um homem que Laurents se referia apenas como "Tony Blue Eyes ", um conhecido que inspirou a cena em que o instrutor de escrita criativa lê o conto de Hubbell para sua classe.
Laurents escreveu um longo desenvolvimento da história para Ray Stark, que o leu em um voo transcontinental e ligou para o roteirista no momento em que chegou a Los Angeles, para dar sinal verde ao projeto. Laurents ficou impressionado com They Shoot Horses, Don't They? e sugeriu Sydney Pollack para dirigir. Streisand ficou impressionado por ter estudado com Sanford Meisner na Neighborhood Playhouse, em Manhattan, e apoiado a escolha. Stark estava menos entusiasmado, mas concordou porque Pollack lhe garantiu que poderia escolher Robert Redford para o papel de Hubbell, que Laurents havia escrito com Ryan O'Neal em mente. O caso de O'Neal com Streisand estava no fim, e Stark queria evitar conflitos entre os protagonistas.
Laurents finalmente se arrependeu de recomendar Pollack. O diretor exigiu que o papel de Hubbell fosse igual ao de Katie e, durante as filmagens, por razões inexplicáveis, ele manteve Laurents longe de Redford. O que deveria ser o rascunho final do roteiro foi escrito por Laurents e Pollack no condomínio de Stark em Sun Valley, Idaho. Laurents, consternado ao descobrir que muito pouco de seu trabalho restava quando foi concluído, deixou o projeto. Ao longo do tempo, 11 escritores, incluindo Dalton Trumbo, Alvin Sargent, Paddy Chayefsky e Herb Gardner, contribuíram para o roteiro. O resultado final foi uma história distorcida cheia de buracos que nem Streisand nem Redford gostaram. Laurents foi convidado a retornar e o fez somente depois de exigir e receber uma quantia exorbitante de dinheiro.
Como a data de início do filme foi adiada enquanto passava por inúmeras reescritas, Cornell foi perdido como local de filmagem, assim como o Williams College, onde o romance "The Graduate" foi escrito 10 anos antes. Em vez disso, foi usado o Union College, em Schenectady, Nova York. Outros locais incluíam a vila de Ballston Spa no norte do estado de Nova York; o Central Park; a praia em Malibu, Califórnia; e Union Station em Los Angeles, este último para uma cena que Laurents achou absurda e lutou para deletar, sem sucesso.
Laurents ficou horrorizado quando viu o primeiro corte bruto do filme. Ele achou que tinha algumas cenas boas, e alguns bons momentos em cenas ruins, mas no geral, ele achou que era uma bagunça mal fotografada, confusa e sem coerência. Ambas as estrelas pareciam estar interpretando a si mesmas com mais frequência do que seus personagens, e Streisand costumava usar um grande sotaque que Laurents achava que prejudicava seu desempenho. Pollack admitiu que o filme não era bom, aceitou total responsabilidade por seus problemas e pediu desculpas por seu comportamento. No dia seguinte, retirou-se para a sala de edição para melhorá-la ao máximo. Laurents sentiu que as mudanças o tornaram melhor, mas nunca tão bom quanto poderia ter sido.
Uma década após o lançamento do filme, Redford, tendo feito as pazes com Laurents, entrou em contato com ele para discutir a possibilidade de colaborar em um novo projeto e, eventualmente, os dois decidiram uma sequência de The Way We Were. Nele, Hubbell e sua filha, uma radical como Katie, se conheceriam, mas desconheciam seu relacionamento, e as complicações se seguiriam. Ambos concordaram que não queriam que Pollack fizesse parte da equação. Laurents enviou a Redford o roteiro completo, mas além de receber uma breve nota reconhecendo que o ator o havia recebido e estava ansioso para lê-lo, ele nunca mais ouviu falar dele. Em 1982, Pollack abordou Laurents sobre uma sequência que Stark havia proposto, mas nada aconteceu após a discussão inicial. Em 1996, Streisand encontrou a sequência que Laurents havia escrito e decidiu que queria produzi-la e dirigi-la, além de co-estrelar com Redford, mas não queria trabalhar com Stark. Laurents achou que o roteiro não era tão bom quanto ele se lembrava, e concordou em reescrevê-lo assim que Stark concordou em vender os direitos dos personagens e sua história para Streisand. Novamente, nada aconteceu. No ano seguinte, Stark perguntou a Laurents se ele estava interessado em adaptar o filme original para um musical de palco estrelado por Kathie Lee Gifford. Laurents recusou, e quaisquer novos projetos relacionados ao filme estão no limbo.

## Recepção

### Desempenho comercial
Na América do Norte, foi um enorme sucesso comercial, arrecadando $ 49.919.870. Ficou em quinto lugar entre as mais altas bilheterias do ano, ganhando cerca de US $ 10 milhões em aluguéis na América do Norte em 1973, e um total de US $ 22.457.000 em sua exibição teatral.

### Recepção crítica
The Way We Were foi destaque no Top Ten Films de 1973, pelo National Board of Review. Roger Ebert, do Chicago Sun-Times, deu ao filme três estrelas de quatro e o chamou de "essencialmente é só uma história de amor, e não forte o suficiente para carregar o fardo da política radical e de um final agridoce". Ele acrescentou: "É fácil perdoar muito o filme por causa de Streisand. Ela é fantástica. Ela é a mulher mais brilhante e rápida nos filmes hoje, habitando seus personagens com uma energia feroz e ainda capaz de ser tocantemente vulnerável ... A reação ao inevitável desempenho de Streisand é passiva e sem limites. O objetivo principal do personagem é fornecer alguém em cuja vida Streisand possa entrar e depois sair. Isso é meio ingrato, mas Redford lida bem com isso". Ebert acrescentou ainda: "Em vez disso, inexplicavelmente, o filme de repente e de forma implausível os faz perder o amor - e eles se separam sem resolver nada, sobretudo o enredo". Gene Siskel do Chicago Tribune deu ao filme duas estrelas e meia de quatro e escreveu que "com Streisand como porta-voz intelectual do filme - e ouça, como cantora, Deus a abençoe - não há maneira que as ideias do filme vão sair como qualquer coisa, menos paternalistas e tingidas de comédia".
Em sua crítica, Pauline Kael observou que "a mudança decisiva na vida das personagens da qual a história depende ocorre de repente e dificilmente faz sentido". Ela não foi a única crítica a questionar a lacuna na trama. Sobre a cena no hospital logo após Katie dar à luz e eles se separarem indefinidamente, Molly Haskell escreveu: "Ela parece saber tudo sobre isso, mas foi um choque completo para mim". A edição desleixada também foi exposta de outras maneiras. Em sua crítica, John Simon escreveu: "Algumas coisas, suponho, nunca mudam, como a gravata que Redford usa em duas cenas que acontecem com muitos anos de diferença".[carece de fontes?]
A revista Variety o chamou de "um melodrama distendido, falador, redundante e mal-humorado" e acrescenta: "mas Robert Redford teve muito pouco para trabalhar no roteiro", e "A ênfase excessiva em Streisand torna o filme apenas mais um daqueles veículos de Streisand onde nenhum outro elemento tem chance." A revista londrina Time Out observou "[Com] o roteiro abrangendo áreas inteiras de confronto (dos comunistas dos anos 30 à caça às bruxas de McCarthy), muitas vezes passa para a neblina de um nostálgico desfile de moda. Embora a dama judia libertada de Streisand seja implausível e enfatize o cenário do período apenas como uma forma de vestir, a personagem tipo Fitzgerald de Redford... é um trailer intrigante para seu filme posterior, O Grande Gatsby. É uma performance que traz mais peso ao filme do que ele merece, muitas vezes insinuando profundidades que finalmente são superadas."
Por outro lado, o TV Guide o avaliou com três de quatro estrelas, chamando-o de "um cativante, embora ocasionalmente ridículo, hit tearjerker" e "um grande romance exagerado".
Em março de 2022, o filme possui uma classificação de 63% no Rotten Tomatoes, com base em 32 avaliações. O consenso afirma: "The Way We Were não é politicamente conflituoso o suficiente para que sua história de opostos ideológicos se apaixonando pareça autêntica, mas o poder de estrela radiante de Barbra Streisand e Robert Redford dá a este melodrama um impulso romântico".

### Prêmios e nomeações
| Prêmio                                    | Category                                    | Nominee(s)                                                                              | Result      |
| ----------------------------------------- | ------------------------------------------- | --------------------------------------------------------------------------------------- | ----------- |
| Óscar                                     | Melhor Atriz                                | Barbra Streisand                                                                        | Indicado    |
| Óscar                                     | Melhor Design de Produção                   | Art Direction: Stephen B. Grimes; Set Decoration: William Kiernan                       | Indicado    |
| Óscar                                     | Melhor Cinematografia                       | Harry Stradling Jr.                                                                     | Indicado    |
| Óscar                                     | Melhor Figurino                             | Dorothy Jeakins e Moss Mabry                                                            | Indicado    |
| Óscar                                     | Melhor Trilha Sonora                        | Marvin Hamlisch                                                                         | Venceu      |
| Óscar                                     | Melhor Canção Original                      | "The Way We Were" Música por Marvin Hamlisch; Letras por Alan Bergman e Marilyn Bergman | Venceu      |
| ASCAP Film and Television Music Awards    | Most Performed Feature Film Standards on TV | "The Way We Were" Música por Marvin Hamlisch; Letras por Alan Bergman e Marilyn Bergman | Venceu      |
| British Academy Film Awards               | Melhor Atriz de Cinema                      | Barbra Streisand                                                                        | Indicado    |
| David di Donatello Awards                 | Melhor Atriz Estrangeira                    | Barbra Streisand                                                                        | Venceu      |
| Prêmios Globo de Ouro                     | Melhor Atriz em Filme Dramático             | Barbra Streisand                                                                        | Indicado    |
| Prêmios Globo de Ouro                     | Melhor Canção Original                      | "The Way We Were" Music by Marvin Hamlisch; Lyrics by Alan and Marilyn Bergman          | Venceu      |
| Grammy Awards                             | Melhor Trilha Sonora em Mídia Visual        | The Way We Were: Original Soundtrack Recording                                          | Venceu      |
| Festival Internacional de Cinema da Índia | Melhor Atriz                                | Barbra Streisand                                                                        | Venceu      |
| National Board of Review                  | Top Dez Filmes                              | Top Dez Filmes                                                                          | 9ª Posição  |
| Turkish Film Critics Association Awards   | Best Foreign Film                           | Best Foreign Film                                                                       | 10ª Posição |
| Writers Guild of America Award            | Best Drama Written Directly for the Screen  | Arthur Laurents                                                                         | Indicado    |